# ネペンテス・ダイエリアナ
ネペンテス・ダイエリアナ（Nepenthes 'Dyeriana'）はウツボカズラ属の交配品種の1つ。大きな捕虫袋を作る品種である。

## 特徴
この類では大柄なもの。茎は太くて長く伸びる。葉には5-10 cmの葉柄があり、葉身は卵円形から長楕円形で長さ20-45 cmに達する。全体に褐色の毛が多い。
捕虫袋は大きく、全体に円筒形で長さ20-35 cm、径6-10 cmにもなり、黄緑色の地色に暗赤色の斑模様がある。袋の縁に並ぶ縁歯は幅10-30 mmと広く、黄緑色で所々に暗赤色の縞が入る。蓋は長卵形で斜めに立って口の上に被さる。袋の腹面には房飾りのある2列の翼が並ぶ。

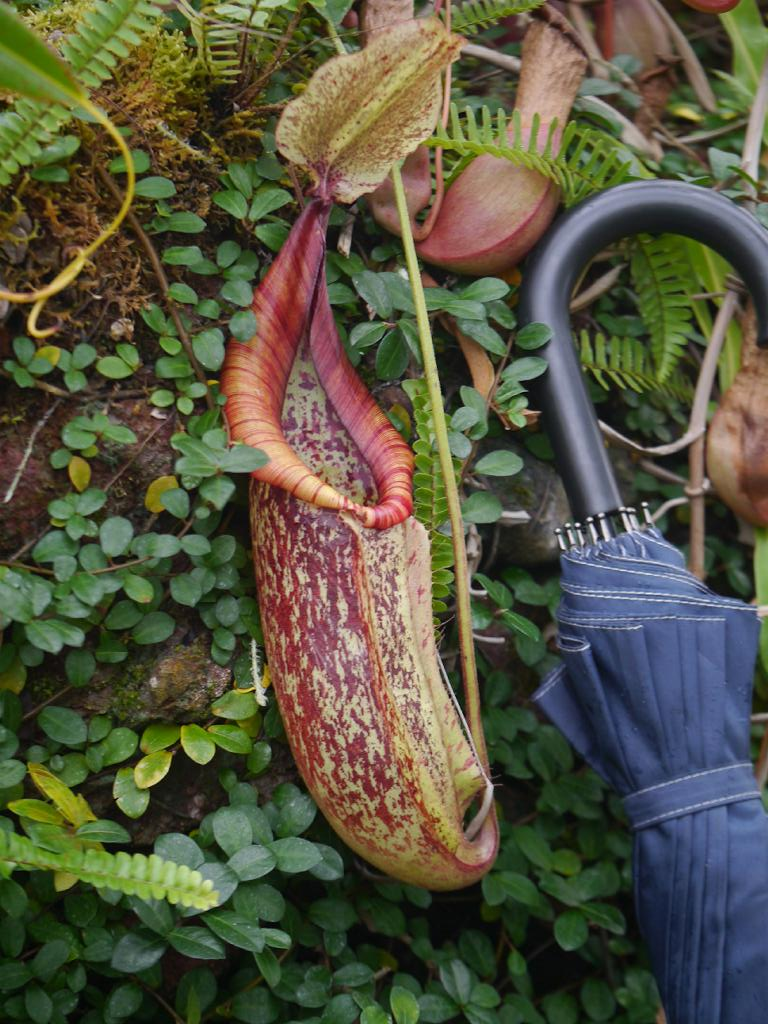
捕虫袋・側面
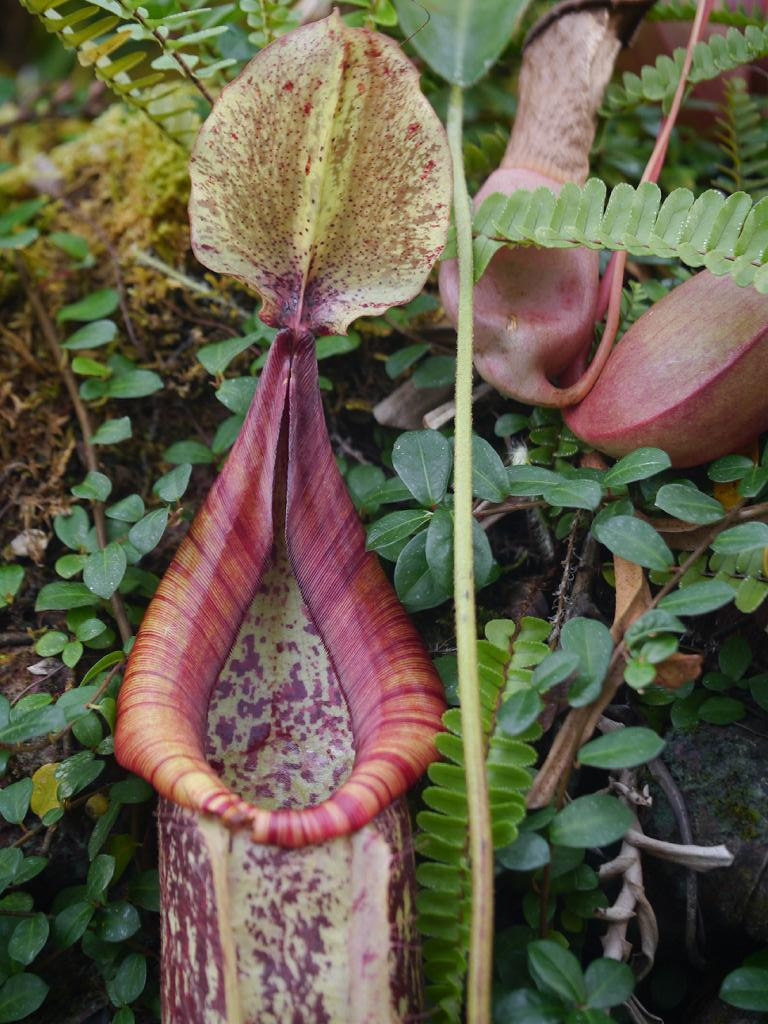
口の部分

## 経緯
本品種は'ミクスタ' N. 'Mixta' と'ディクソニアナ' N. 'Dicksoniana' の交配により生まれたものである。作出したのはこの時期にウツボカズラ属の交配育種家として成功した一人である　ジョージ・ティーヴェー（George Tivey)で、これを　ヴィーチ園芸（Veitch Nurseries）の設立者、ジョン・ヴィーチ（John Veitch、1752年-1839年）が1900年に公表した。当初、このネペンテスの園芸品種名をキュー植物園園長に因んで　ネペンテス  ‘サー・ウイリアム・ターナー・ティストレトン・ダイヤー’　Nepenthes  ‘Sir, William Turner Thiselton (Thistleton) Dyer’　としたが、余りにも長すぎることから、ネペンテス　‘ダイエリアナ’　Nepenthes  ‘Dyeriana’　に変更された。この交配の両親ともに交配品種であり、ミクスタはノーシアナ N. northiana とムラサキウツボカズラ N. maxia の、ディクソニアナはウツボカズラ N. rafflesiana とキエリウツボ N. veitchii との交配品種である。ちなみにミクスタも、ティーヴェーの作出になるものである。本品種の縁歯が広い点はキエリウツボやノーシアナに、袋の斑模様はムラサキウツボカズラやウツボカズラに見られる特徴である。

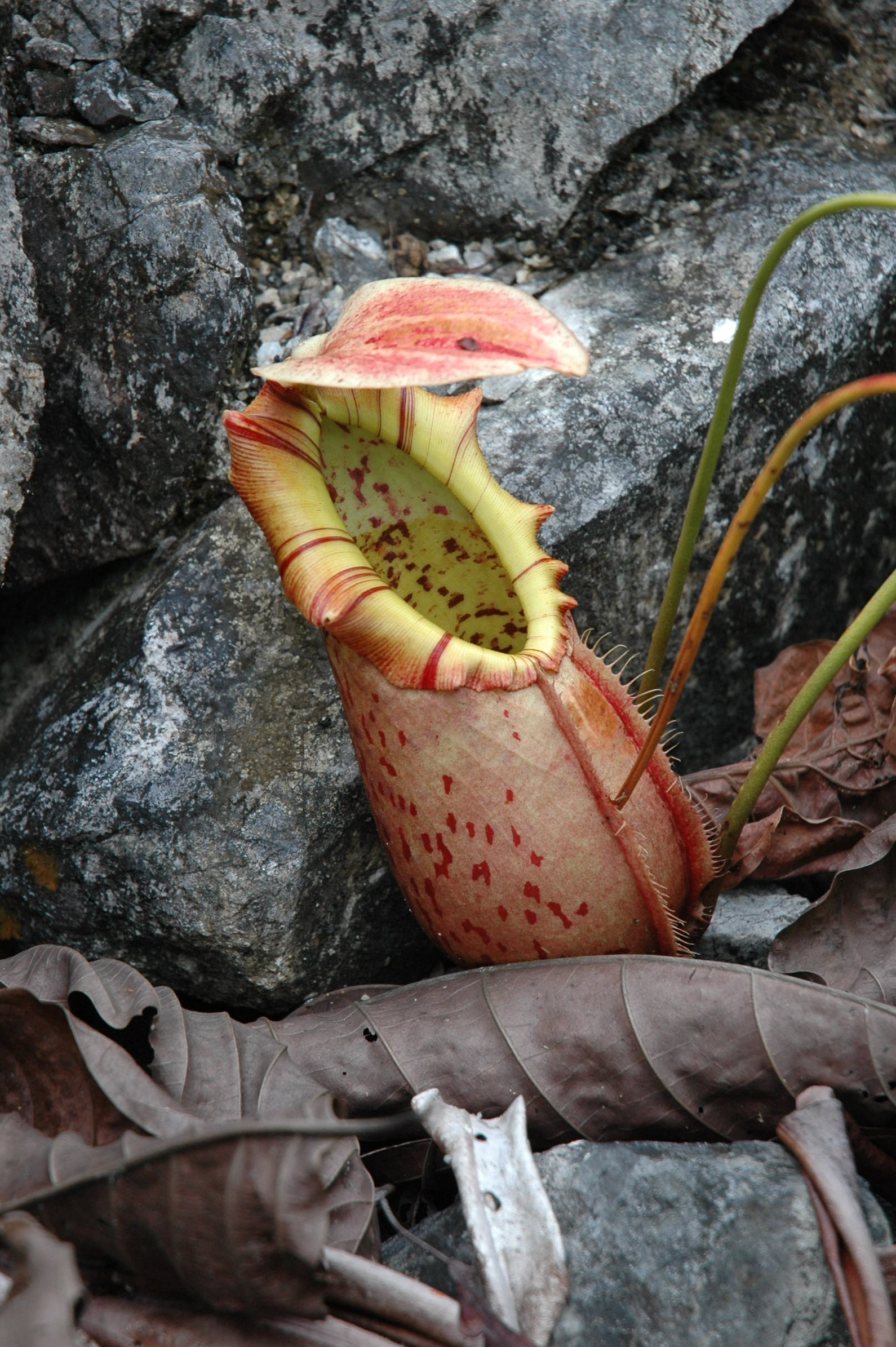
本品種の交配元の種 ノーシアナ
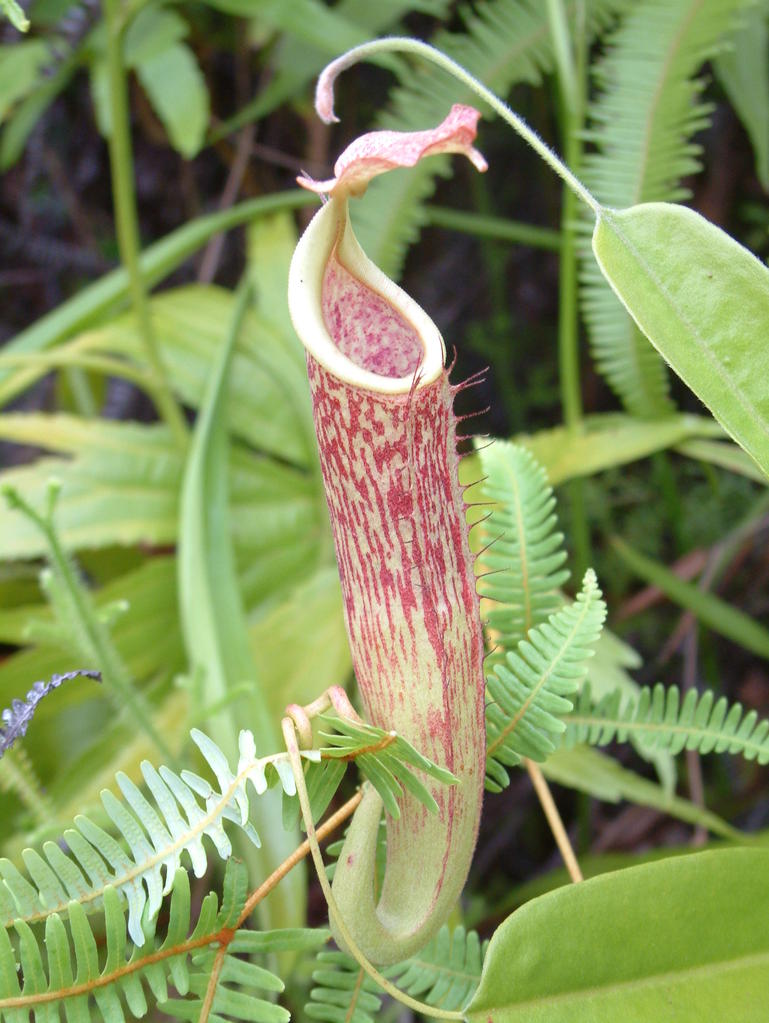
同 ムラサキウツボカズラ
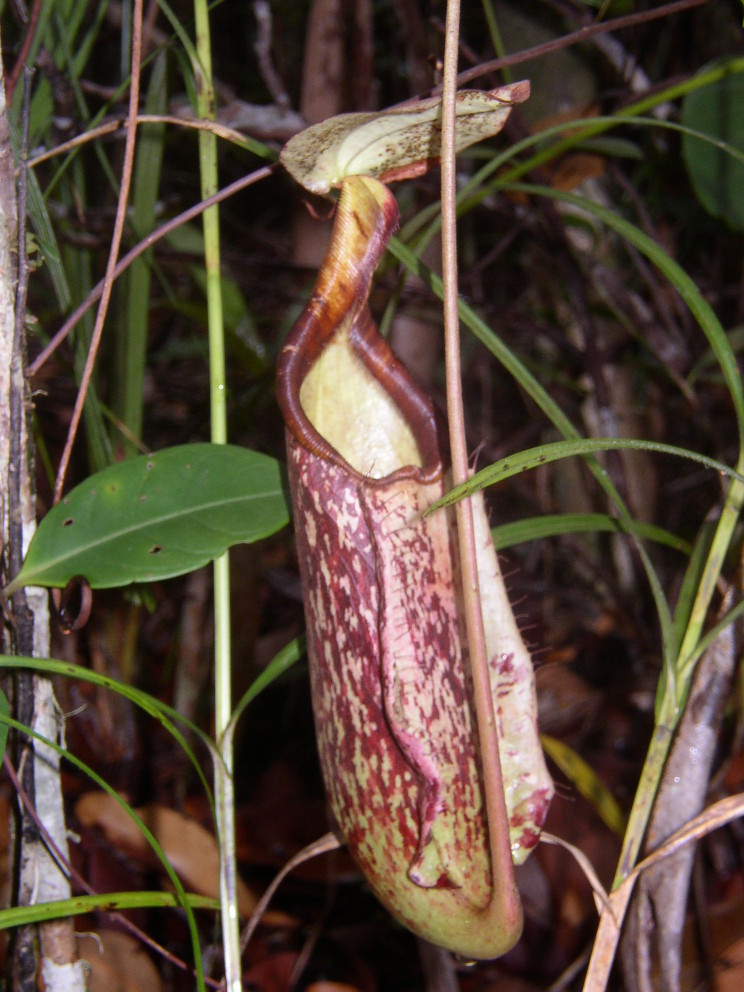
同 ウツボカズラ
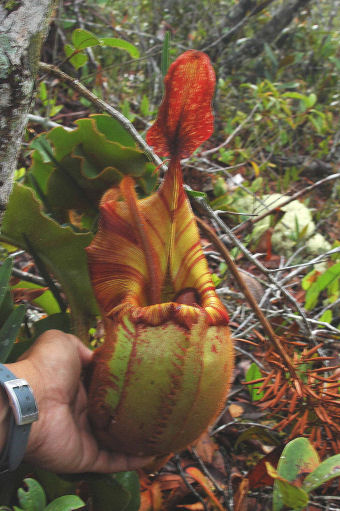
同 キエリウツボ

この品種は当初はネペンテス・サー・ウイリアム・ティ・ティ・ダイヤー Nepentes Sir William T. T. Dyer の名で呼ばれた。これは19世紀後半にイギリスのキュー植物園で園長を務めたウイリアム・セシルトン・ダイヤーにちなんで名付けられたものであった。その後、マックファーレンが著書『ウツボカズラ科』において分類学的な見地からこれにダイエリアナの名を与え、それが現在は使われている。ちなみに近藤・近藤(1972)はこの種に関する記述の半分近くを『せっかくの伝統的な名だから古い方を使え』に費やしている。

## 評価
この品種はその巨大な捕虫袋とその色合いとで高く評価された。原種にはもっと大きな捕虫袋を作るものも存在するが、それらは往々に栽培困難なものでもあり、大きな袋を作らせることが難しい。本品種は長らく『交配品種中最大の』捕虫袋を作るウツボカズラとされて、それを含めて高い鑑賞価値のあるものと見なされてきた。さらに栽培も容易で、捕虫袋もよく作るものであり、大変に広く親しまれてきた。『どこの植物園、園芸店でも一〜二本は必ず植えられている」とさえ言われた。
現在では最大の地位は明け渡したようだが、それでも巨大で鑑賞価値の高い捕虫袋を着け、また栽培が容易で捕虫袋を作らせやすい品種として定評がある。土屋(2014)ではウツボカズラ属の交配品種の章で、扉の写真を本品種が飾っており、そこに「大型の優良な品種」という紹介が添えられている。